# H.C. Branner
Hans Christian Branner född 23 juni 1903 i Ordrup, död 23 april 1966 i Köpenhamn, var en dansk författare. Från 1960 var H. C. Branner medlem av Danska akademien.
Branner var son till en läroverkslärare som dog tidigt. Han var redan från unga år en drömmare och upplevde problem under skolåren. Efter studentexamen 1921 arbetade han en tid som skådespelare men hade inga större framgångar. 1923-1931 var han anställd vid V. Pios förlag. Han lämnade dock sin anställning för att försöka leva på sitt författarskap och 1932 väckte han uppmärksamhet med en novell i en köpenhamnstidnings söndagsutgåva och samma år vann han andra priset i Statsradiofonins tävling om bästa hörspel. Debutromanen blev Legetøj (1936), som skildrar ett affärsföretag utifrån ett psykologiskt perspektiv. Den följdes 1937 av romanen Barnet leger ved Stranden, historien om ett äktenskap och en psykiskt sjukdomsfall. Det stora genombrottet kom 1939 med novellsamlingen Om lidt er vi borte.
Branner har skrivit både romaner, noveller (To minutters stilhed), tv-teater, essäer (Vandring langs floden) och skådespel (Thermopylæ). H.C. Branner debuterade med romanen ”Legetøj” 1936.